# 東京都立北多摩看護専門学校

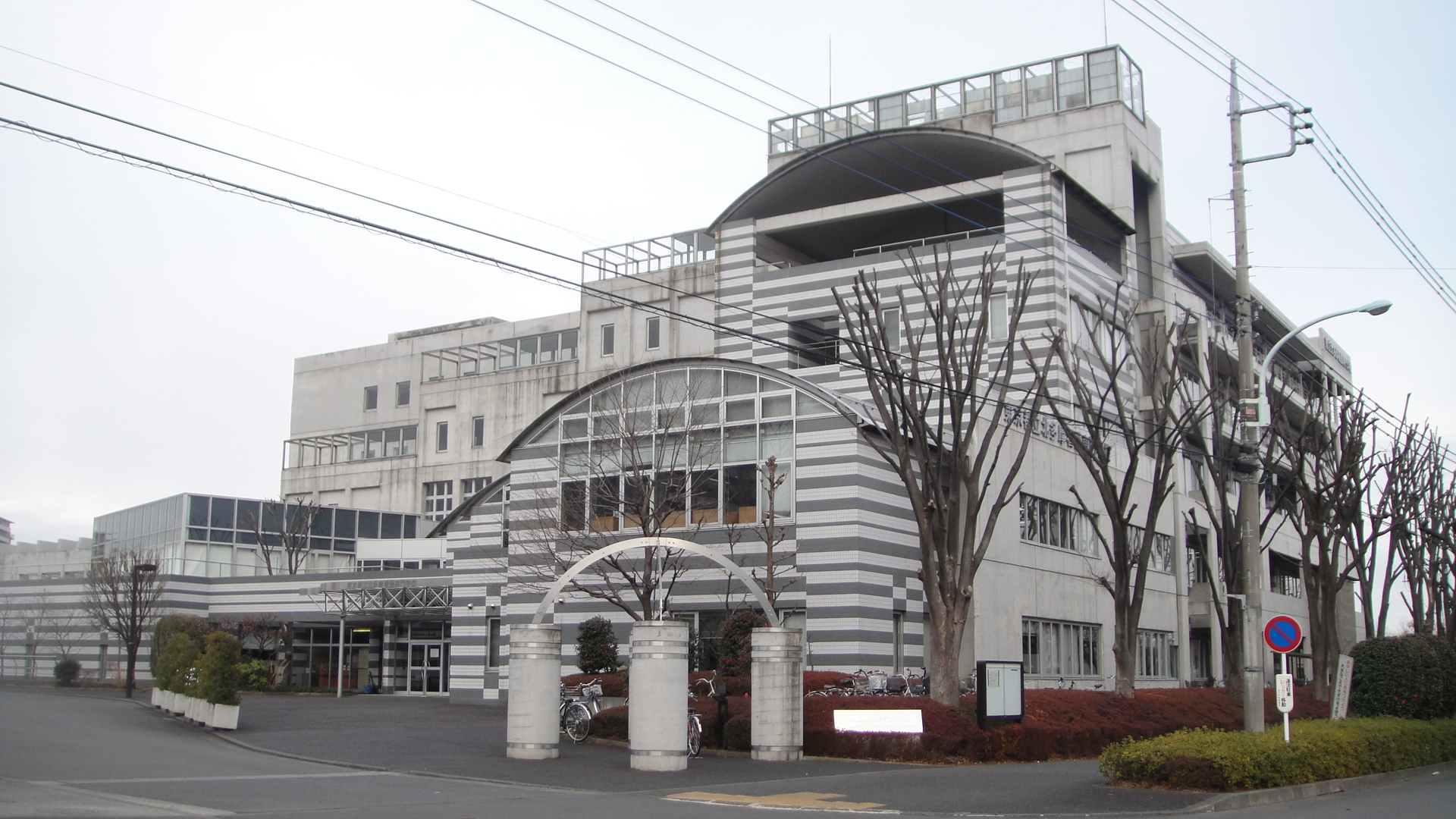
東京都立北多摩看護専門学校

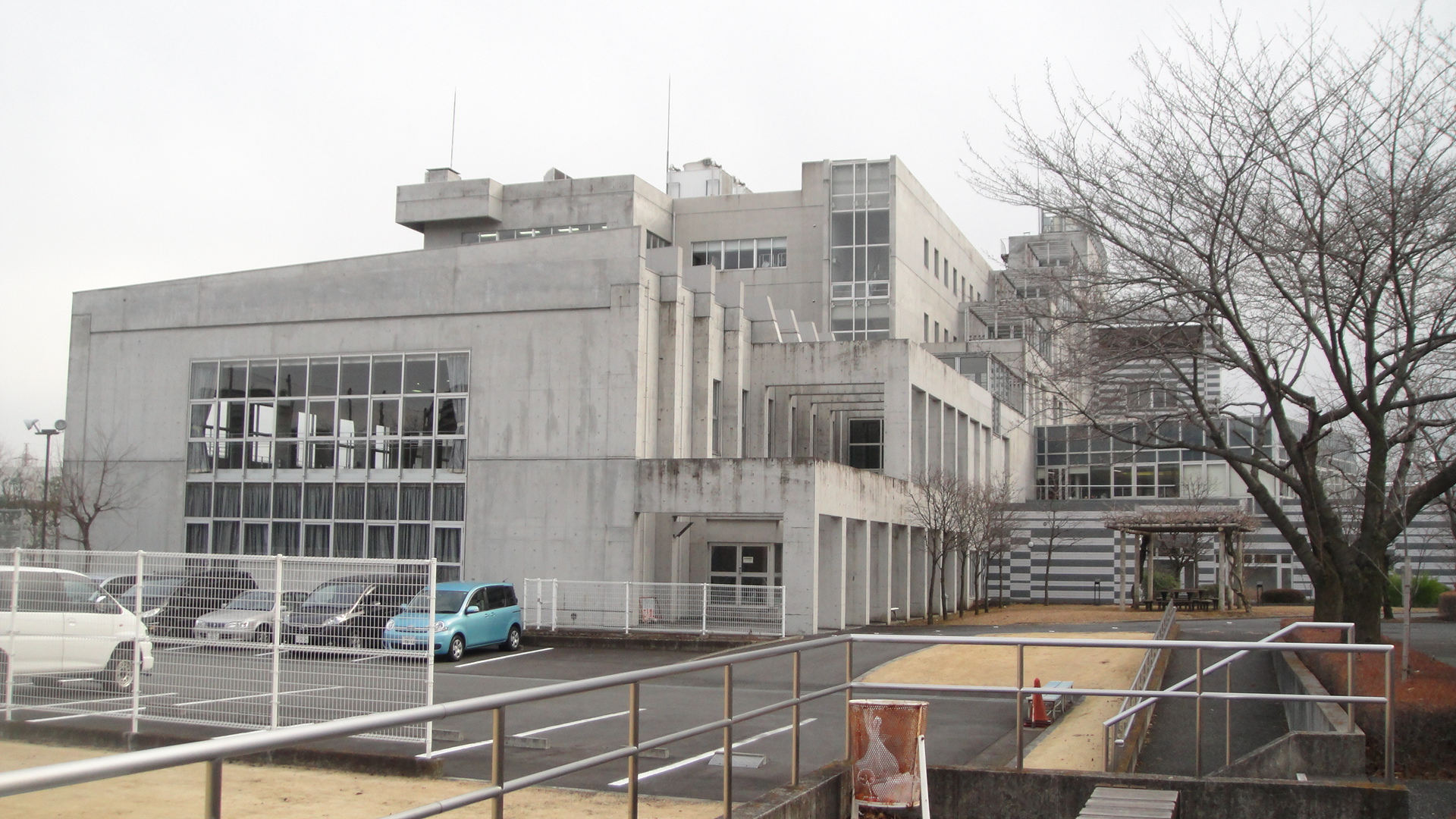

東京都立北多摩看護専門学校（とうきょうとりつきたたまかんごせんもんがっこう）とは、東京都東大和市にある都立の専修学校。所在地は〒207-0022 東京都東大和市桜が丘3-44-10。

## 沿革
1966年10月に設立された北多摩医師会立准看護婦養成所を前身とし、1978年4月、都内、特に多摩地区における医療機関に従事する看護職員を育成するため、都立として立川市柴崎町に設置された。
その後、医療をめぐる時代の変化に即応するとともに、教育環境の整備と定員の拡充を図るため、1992年4月に現在地に新築移転した。
1993年、学校施設（設計：船越徹）が第45回日本建築学会賞を受賞した。
2012年4月、学年定員を80人から120人へ増員した。

## 著名な出身者
- 福井トシ子 - 日本看護協会会長